# Lågsniff
Den här artikeln handlar om teaterstycket. "Lågsniff" kan även vara en flygterm som syftar på när flygplan flyger på mycket låg höjd.
Lågsniff är ett teaterstycke skrivet av Åke Hodell, som första gången framfördes på Svischföreställningen på Moderna Museet den 4 november 1964 och i januari året efter på Pistolteatern i Stockholm.
De medverkande var:
- Torsten Ekbom
- Åke Hodell
- Bengt Emil Johnson
- Sissi Nilsson
- Elisabeth Nylén
- Leif Nylén

I januari 1965 spelade Sveriges Television in detta teaterstycke på Pistolteatern och det sändes den 7 december samma år. Den cirka 20 minuter långa filmen gjordes av Per Wiklund i samarbete med Hodell och innehåller förutom teaterstycket också animerade collage ur Hodells bok General Bussig. Lågsniff är Hodells enda verk för Sveriges Television.
Denna tv-inspelning har givits ut på dvd av Rönnells Antikvariat 2002.

## Boken
Lågsniff kom ut som bok tillsammans med en singel på Hodells eget förlag Kerberos 1966. Boken består av vad Hodell kallar för "elektronismer", vilket i detta fall är bildcollage med koder, kartor, diagram och "censurerade" meddelanden. Vinylsingeln innehåller en inspelning av teaterstycket.